# Асеево

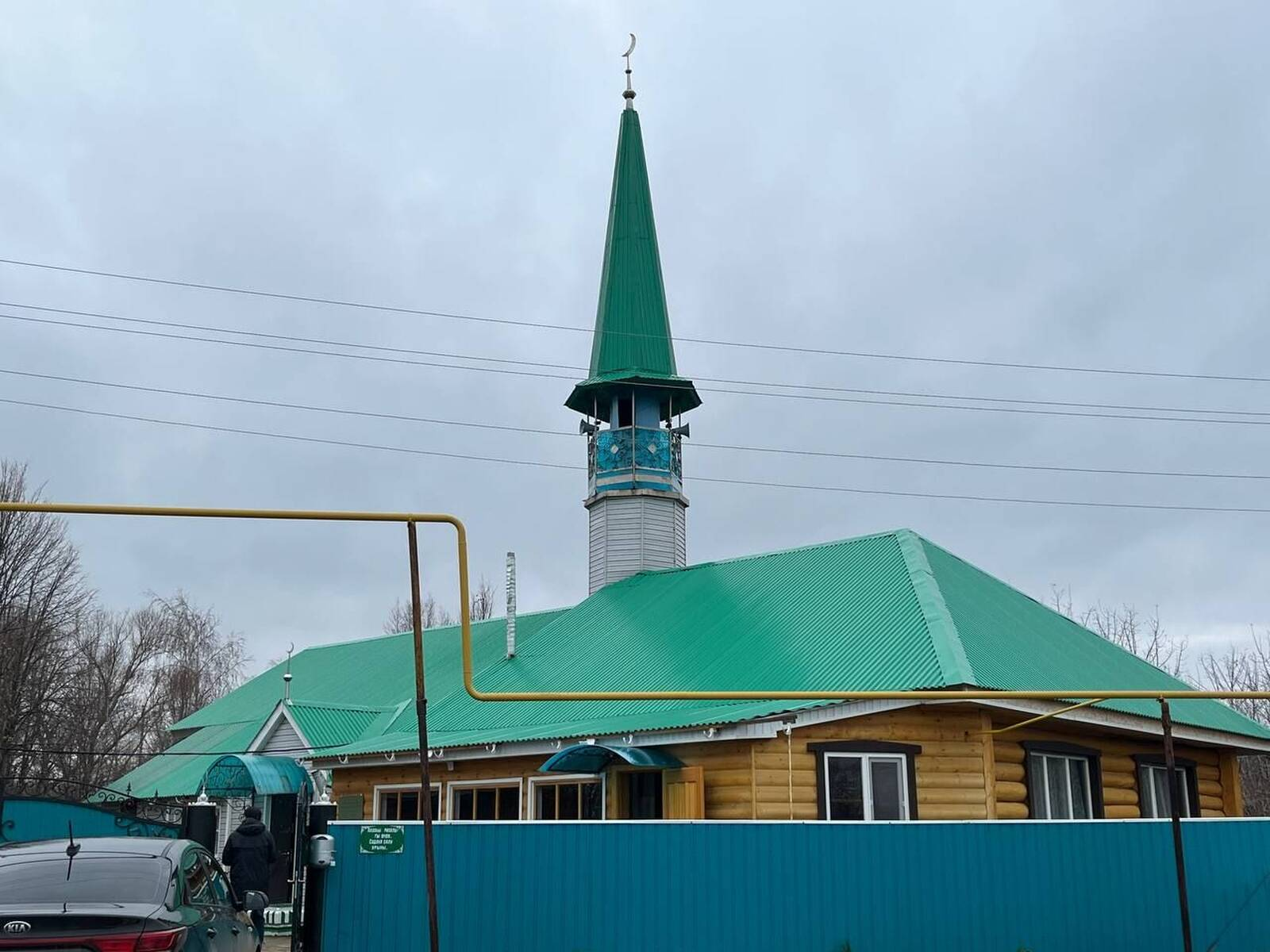
Мечеть в селе Асеево

Асе́ево  (тат. Әсәй) — село в Азнакаевском районе  Республики Татарстан. Является административным центром Асеевского сельского поселения.

## География
Село расположено на реке Стярле, в 14 километрах к востоку от города Азнакаево.

## История
Основано во второй половине XVII века, являлось поселением башкир-юрмийцев и тептярей. 
В 1762 году были учтены 48 душ мужского пола ясачных татар, которые входили в команду старшины Юрмийской волости Казбулата Мютюкова. В 1782 году в селе числились 79 душ мужского пола тептярей, входивших в команду старшины Юрмийской волости Нагайбака Асанова.
В 1795 году в деревне жили 72 башкира и 182 тептяря. В начале XIX века башкиры-вотчинники из села Асеево основали новое поселение — Карамалы-Елга. 
В «Списке населенных мест по сведениям 1859 года», изданном в 1864 году, населённый пункт упомянут как башкирская деревня Ассеева 4-го стана Бугульминского уезда Самарской губернии. Располагалась при речке Стерле, по левую сторону почтового тракта из Бугульмы в Уфу, в 40 верстах от уездного города Бугульмы и в 40 верстах от становой квартиры в казённом селе Ефановка (Крым-Сарай, Орловка, Хуторское). В деревне в 115 дворах жили 794 человека (381 мужчина и 413 женщин). Была мечеть.
Согласно «Сведениям земского учета 1900–1901 гг.» в селе было 300 дворов, основная часть жителей которых относилась к тептярям.

## Население
| 1795 | 1859 | 1897 | 1920 | 1926 | 1938 | 1949 | 1958 | 1970 | 1979 | 1989 | 2002 | 2010 | 2015 |
| ---- | ---- | ---- | ---- | ---- | ---- | ---- | ---- | ---- | ---- | ---- | ---- | ---- | ---- |
| 250  | 794  | 1450 | 1771 | 1236 | 1299 | 744  | 605  | 687  | 554  | 495  | 542  | 566  | 540  |

Национальный состав
Согласно результатам переписи 2002 года, в национальной структуре населения села татары составляли 99% из 542 человек.

## Религия
Мечеть (с 1994 г.).